# Primera División Femenina de baloncesto 1971-72
La temporada 1971-72 de la Liga Femenina fue la 9ª temporada de la liga femenina de baloncesto. Se disputó entre 1971 y 1972, culminando con la victoria de Ignis Mataró.

## Liga regular
| Pos. | Equipo               | Pts. | PJ | G  | E | P  | GF   | GC   | Dif. | Clasificación o descenso             |
| ---- | -------------------- | ---- | -- | -- | - | -- | ---- | ---- | ---- | ------------------------------------ |
| 1    | Ignis Mataró         | 63   | 22 | 21 | 0 | 1  | 1303 | 856  | +447 | Campeón                              |
| 2    | Picadero Damm        | 57   | 22 | 19 | 0 | 3  | 1016 | 737  | +279 |                                      |
| 3    | Tabacalera La Coruña | 45   | 22 | 15 | 0 | 7  | 1269 | 986  | +283 |                                      |
| 4    | CREFF Madrid         | 42   | 22 | 14 | 0 | 8  | 1127 | 834  | +293 |                                      |
| 5    | Celta de Vigo        | 33   | 22 | 11 | 0 | 11 | 1029 | 1061 | −32  |                                      |
| 6    | Águilas Schweppes    | 32   | 22 | 10 | 2 | 10 | 811  | 907  | −96  |                                      |
| 7    | CREFF Gerona         | 30   | 22 | 10 | 0 | 12 | 969  | 1068 | −99  |                                      |
| 8    | San José Dimar       | 27   | 22 | 9  | 0 | 13 | 898  | 1025 | −127 | Acceso a la Promoción de permanencia |
| 9    | Medina Madrid        | 20   | 22 | 6  | 2 | 14 | 880  | 1099 | −219 | Acceso a la Promoción de permanencia |
| 10   | GE Standard          | 15   | 22 | 4  | 3 | 15 | 794  | 989  | −195 | Acceso a la Promoción de permanencia |
| 11   | Medina Almudena      | 14   | 22 | 4  | 2 | 16 | 854  | 1065 | −211 | Acceso a la Promoción de permanencia |
| 12   | Medina La Coruña     | 13   | 22 | 4  | 1 | 17 | 850  | 1193 | −343 | Descenso a Segunda División          |

 Fuente: BRD

## Promoción de permanencia
| Local                | Agr.    | Visitante       | Ida   | Vuelta |
| -------------------- | ------- | --------------- | ----- | ------ |
| Medina Magistario    | 101–113 | San José Dimar  | 62–53 | 39–60  |
| Medina Madrid        | 95–74   | Medina Valencia | 54–42 | 41–32  |
| Medina San Sebastián | 77–99   | GE Standard     | 38–53 | 39–46  |
| Hispano Francés      | 74–87   | Medina Almudena | 44–42 | 30–45  |

## Postemporada
- Campeonas de la Primera División Femenina 1971-72: Ignis Mataró (1er título).
- Campeonas del Campeonato de España 1971-72: CREFF Madrid (3er título).
- Clasificadas para Copa de Europa de Campeonas 1972-73: Ignis Mataró.
- Clasificadas para Copa Ronchetti 1972-73: CREFF Madrid.
- Descendidas a Segunda División:  Medina La Coruña.
- Ascendidas de Segunda División:  Club Filosofía.